# Matthäuskirche (Saarbrücken-Burbach)

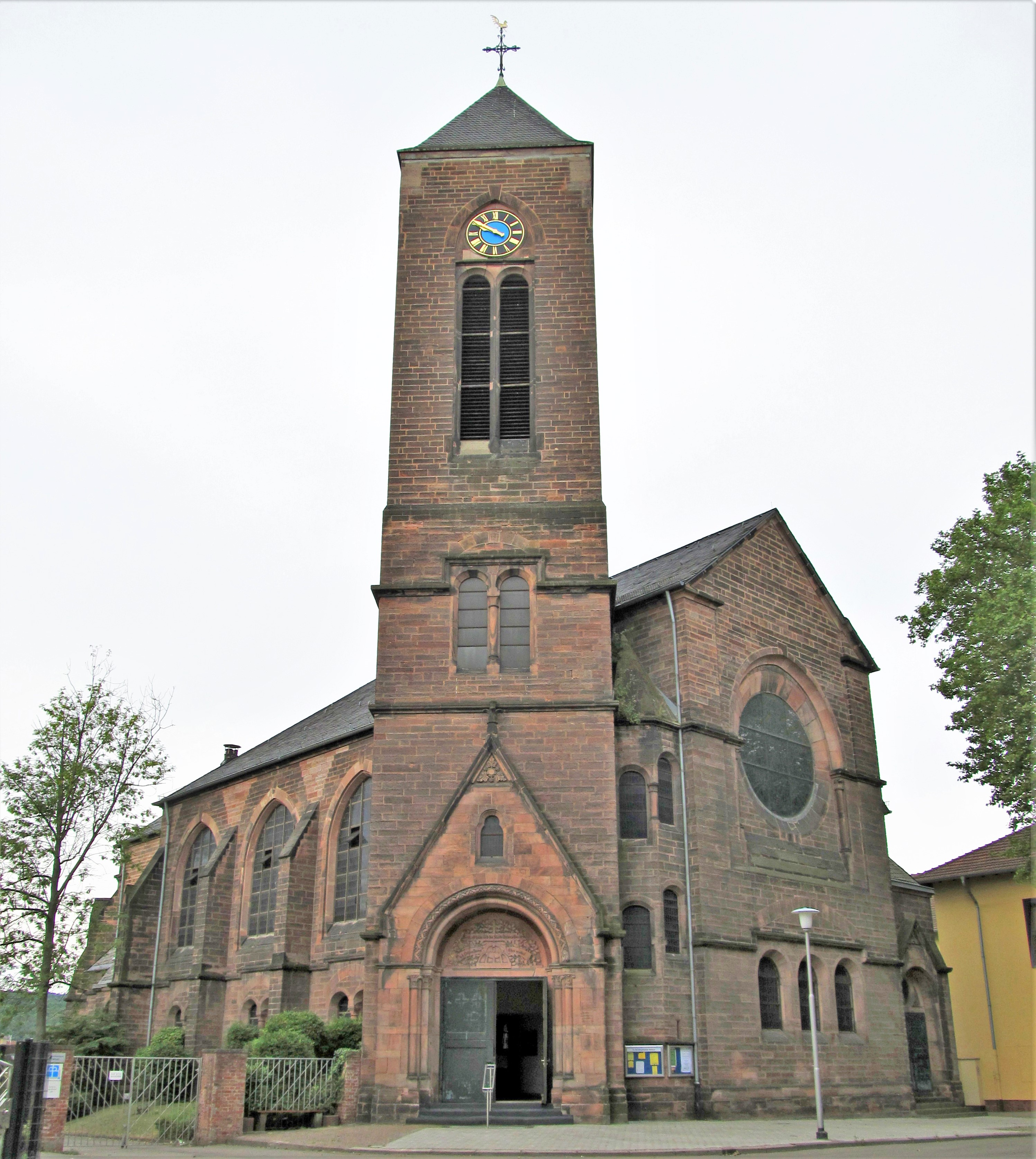
Matthäuskirche auf dem Weyersberg

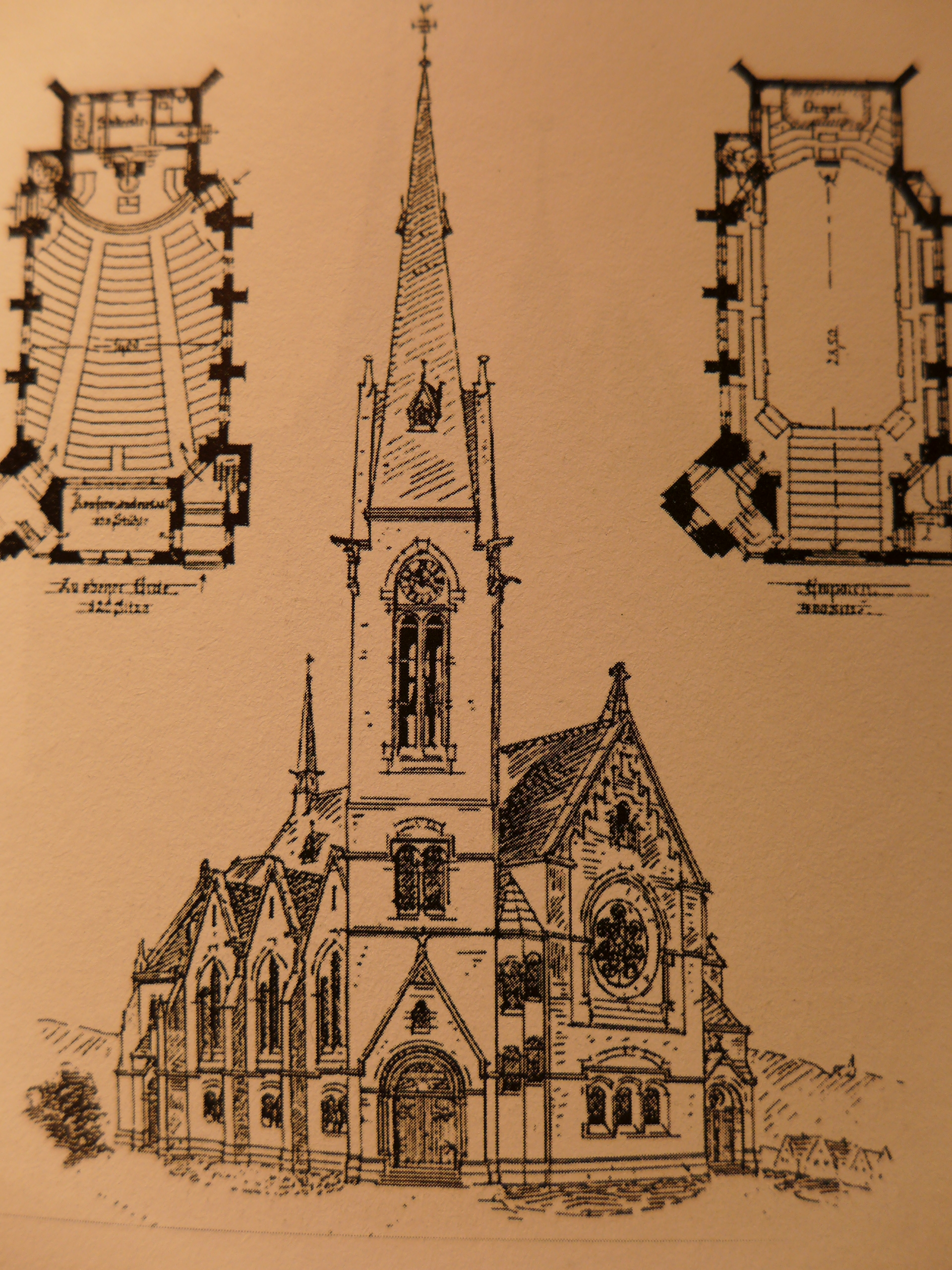
Matthäuskirche, Grundriss Erd- und Emporengeschoss, Nordwestansicht (Monatszeitschrift für Gottesdienst und kirchliche Kunst, 3, 1898)

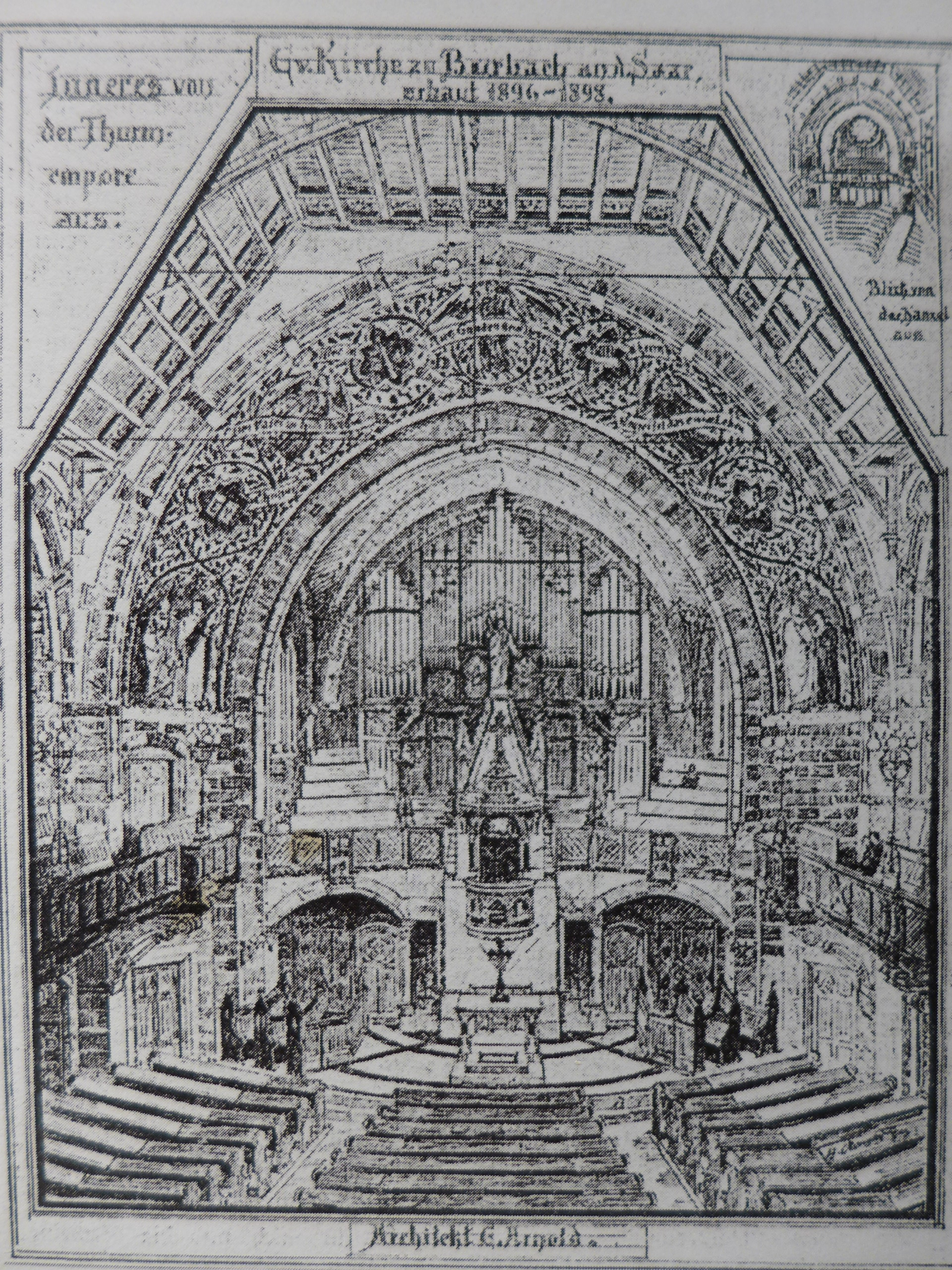
Matthäuskirche, Innenansicht zum Chor und zur ursprünglichen Stumm-Orgel von 1898 (Monatszeitschrift für Gottesdienst und kirchliche Kunst, 3, 1898)

Die Matthäuskirche ist eine evangelische Kirche im Saarbrücker Stadtteil Burbach oberhalb des Burbacher Marktes auf dem Weyersberg. Ihre Gemeinde gehört zum Kirchenkreis Saar-West in der Evangelischen Kirche im Rheinland.

## Geschichte und Architektur
Vorplanungen
Die Gründung einer Eisenhütte führte in der zweiten Hälfte des 19. Jahrhunderts zu einem sprunghaften Bevölkerungsanstieg in Burbach. Kirchlich gehörten die zuziehenden evangelischen Fabrikarbeiter zur Kirchengemeinde Malstatt. Bereits im Jahr 1867 hatte die Muttergemeinde, vom Konsistorium angeregt, Gottesdienste in einem Burbacher Schulraum eingerichtet. Obwohl die Zahl der Evangelischen im Gemeindeteil Burbach schneller stieg als in Malstatt, wurde im Jahr 1870 zunächst die bisherige evangelische Dorfkirche auf dem Malstatter Kirchberg durch einen neogotischen Neubau ersetzt.
Baubeginn
Der Bauplatz für die neue Kirche wurde am 7. September 1889 erworben und der Kirchenbaufonds hatte bereits erhebliche finanzielle Mittel gesammelt. Die staatliche Baugenehmigung wurde am 1. Oktober 1891 erteilt. Nach längeren Verhandlungen konnte schließlich am 29. Juni 1892 auch auf dem Burbacher Weyersberg feierlich der Grundstein für den Bau einer eigenen evangelischen Kirche gelegt werden. Die Pläne stammten von dem Berliner Architekten Karl Doflein. Die örtliche Bauleitung oblag dem Burbacher Hüttenbaumeister Ferdinand Müller.
Turmeinsturz
Bei den Bauarbeiten an der geosteten neogotischen Kirche kam es in einer frühen Bauphase am 27. Oktober 1892 zum Einsturz des Turms. Dabei wurden große Teile des bereits aufgemauerten Langhauses zerstört. Da die Ursache für den Einsturz in einer unzureichenden Fundamentierung lag, musste die Bauruine vollständig abgetragen werden. Längere gerichtliche Auseinandersetzungen verzögerten zunächst einen erneuten Baubeginn.
Zweites Bauprojekt
Im Jahr 1895 schrieb die Burbacher Gemeinde für das neue Bauprojekt einen Architektenwettbewerb aus. Den ersten Preis erhielt der Entwurf des Breslauer Architekten Eduard Philipp Arnold, der dann auch zur Ausführung gelangte. Erst am 22. März 1898 konnte die Kirche geweiht werden. Die Rohbaukosten beliefen sich auf rund 200.000 Mark.
Für Burbach entwarf Arnold eine dreischiffige Hallenanlage mit einem breitgelagerten Rechteckchor im Osten. Quergiebel mit Stichdächern betonten die ersten drei Joche der beiden Seitenschiffe. Den Turm stellte Arnold diagonal in den Nordwestwinkel aus Langhaus und verkürztem Seitenschiff und nimmt so geschickt auf die Zugangswege zur Kirche vom oberen und unteren Burbach Bezug. Im gegenüberliegenden Südwestwinkel fand sich ein zweistöckiger Eingangsbau mit einem Nebenportal. Das aufgehende Mauerwerk besaß eine rötliche Sandsteinverblendung.
Im Gegensatz zum äußeren Aufriss, der eine Dreischiffigkeit vermuten ließ, besaß der Innenraum des Gebäudes jedoch keine Schiffteilung und trug den Charakter einer Predigtkirche. Eine auf schlanke Stützen ruhende Orgelempore grenzte den Rechteckchor von den Gemeindeplätzen ab. In ihrem Scheitelpunkt war der rückspringenden Orgelempore eine schmale Kanzelwand vorgebaut, die beidseitig von zwei Bogenöffnungen gerahmt wurde. Altar, Kanzelkorb und Orgel ordnete Arnold axial im Angesicht der Gemeinde an. Links und rechts der Orgel standen ansteigende Bankreihen für den Kirchenchor. Der Raum unterhalb der Orgelempore diente als Sakristei. Der Zugang zur Sakristei erfolgte durch eine Tür in der südlichen Bogenöffnung. Damit orientierte sich die Kirchenarchitektur am Innenraum der Wiesbadener Ringkirche, die wenige Jahre zuvor durch Johannes Otzen errichtet worden war.

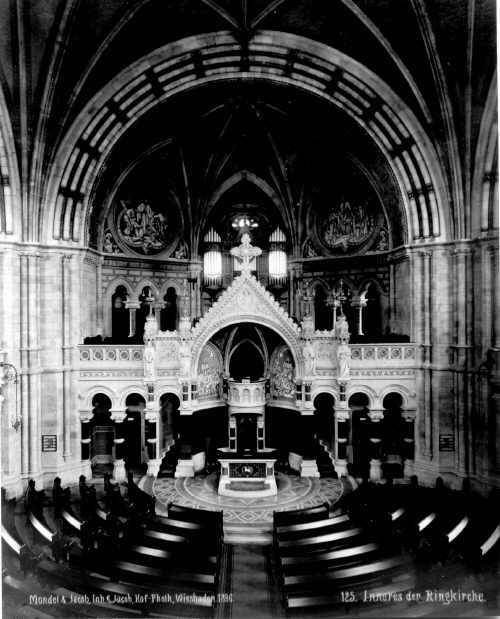
Inneres der Wiesbadener Ringkirche im Jahr 1896, Blick auf die Kanzelwand und die Sängerempore mit Orgel

Den von der Gemeinde gewünschten Konfirmanden- und Versammlungssaal verlegte Arnold unter die Westempore. Bei Bedarf konnte dieser Saal auch als Erweiterung des Kirchenraums genutzt werden. Zu ebener Erde baute sich das Gemeindegestühl aus gebogenen und geknickten Bänken fächerförmig um Kanzel und Altar auf. Ein Mittelgang war, mit Rücksicht auf die axiale Aufstellung der Prinzipalstücke, nicht vorhanden. Weitere Gemeindeplätze nahmen zwei schmale Längsemporen auf. An den Brüstungen der Empore waren Embleme angebracht, die auf Eisenhüttenindustrie, Bergbau, Handwerk, Maschinenbau, Handel und Gartenbau Bezug nahmen, „zum Zeugnis, daß all diese Gewerbe, die in hiesiger Gemeinde bestehen, durch das Evangelium geheiligt und befruchtet werden“, wie der Burbacher Pfarrer Hubert Nold betonte. Im Gegensatz zum gewölbten Chor schloss eine Holzdeckenkonstruktion den weiten Kirchenraum nach oben hin ab.
Lutherhaus
In den Jahren 1929–1939 wurde das Lutherhaus als Gemeindehaus errichtet.
Zerstörung im Zweiten Weltkrieg
Im Juli 1942 wurde das Kirchengebäude in Burbach bei einem Luftangriff stark beschädigt.
Wiederaufbau

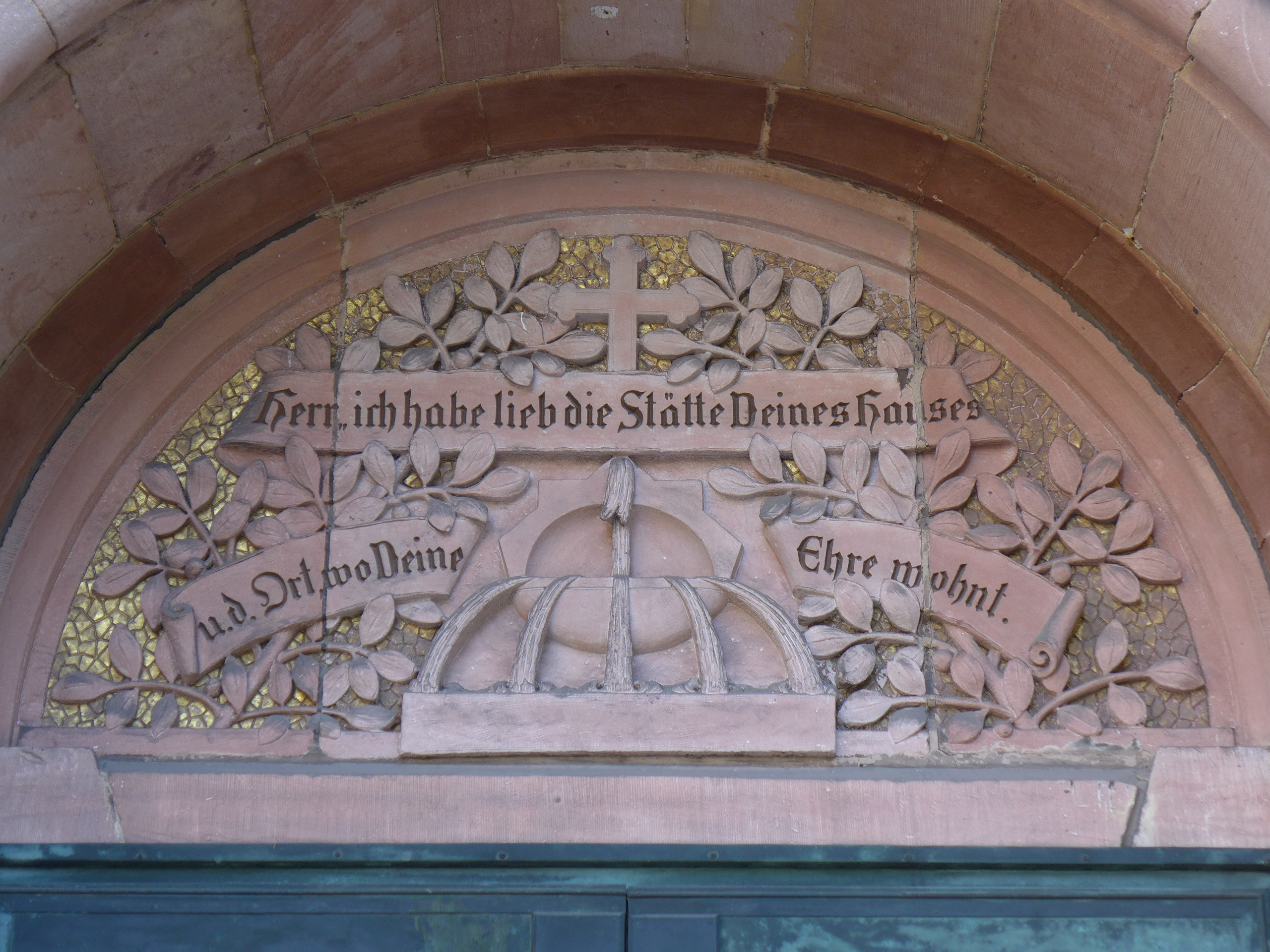
Portalrelief der Matthäuskirche

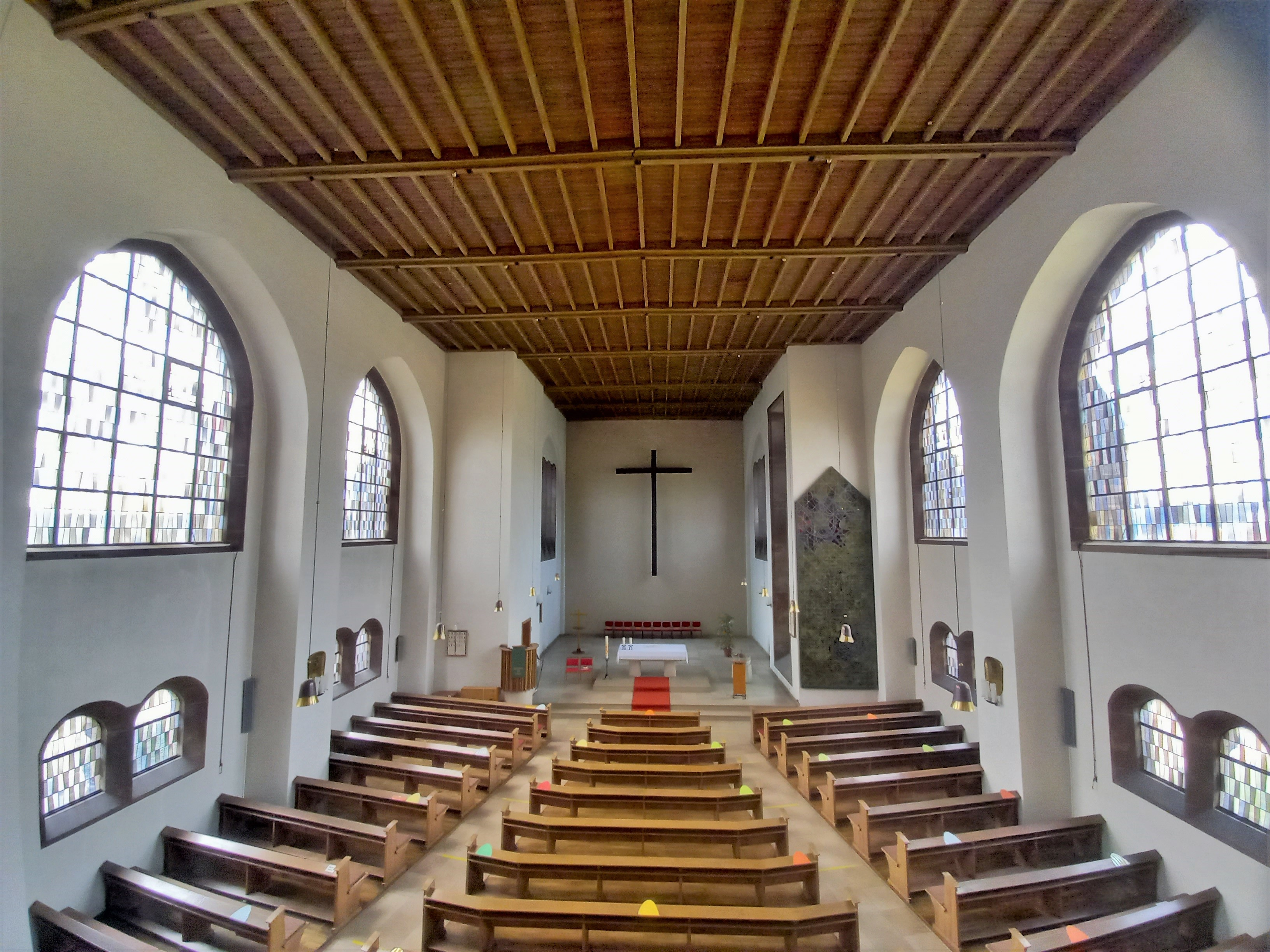
Blick in den Innenraum

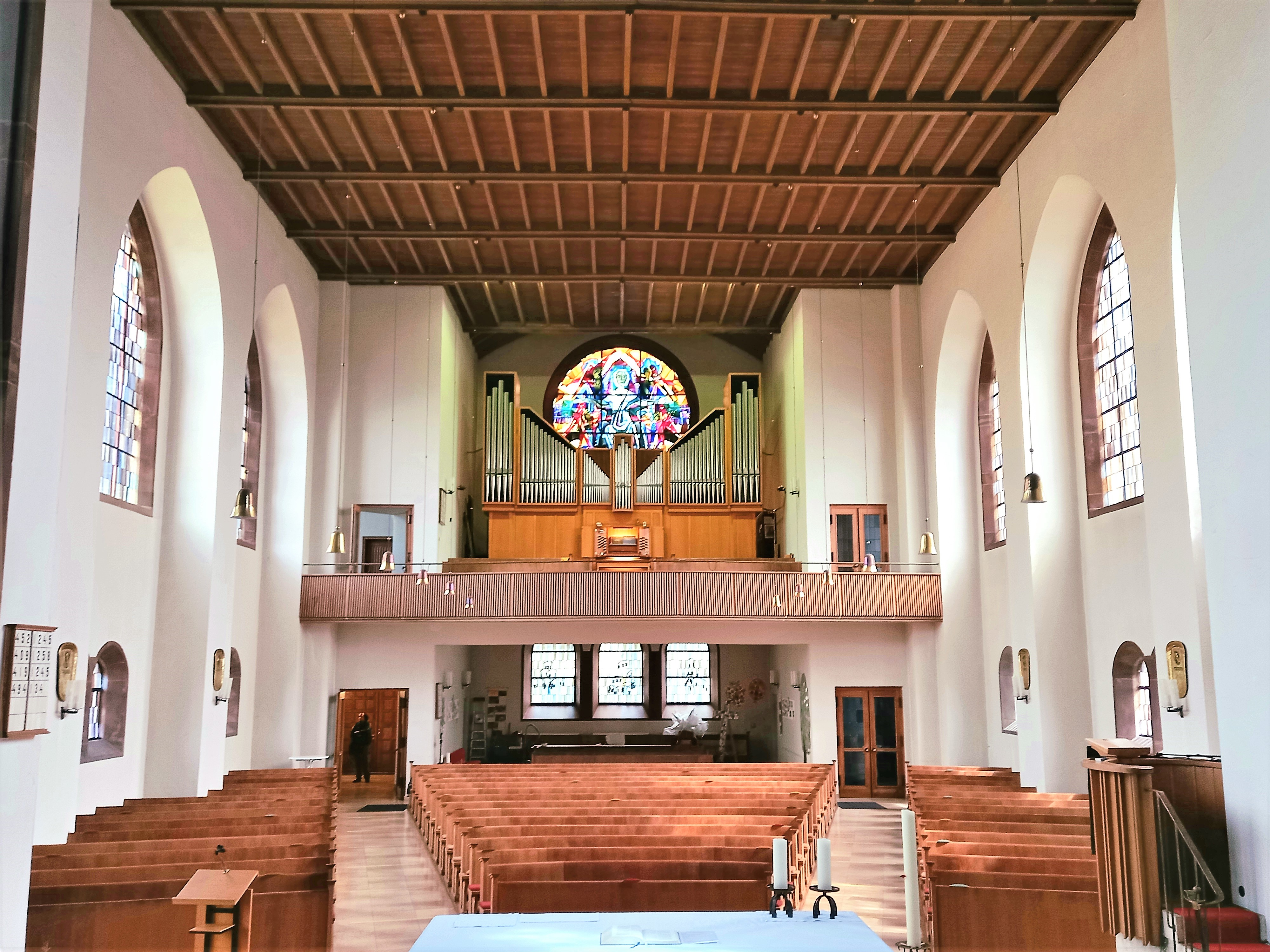
Blick zur Ott-Orgel

Beim Wiederaufbau der Matthäuskirche nach schweren Kriegsschäden in den Jahren 1953–1956 kam es zu starken Vereinfachung der Architektur. Die hohe neogotische Helm des dreigeschossigen Turms mit seinen Giebeln wurde abgetragen und durch ein niedrigeres Pyramidendach ersetzt, man fügte ein Chorfenster ein, vergrößerte die Langhausfenster unter Entfernung des Maßwerks und versetzte die Orgelempore. Die eine Mehrschiffigkeit andeutende frühere Dachlandschaft wurde aufgegeben. Ein flacheres Satteldach deckt heute das Kirchenschiff. Die Zwerchgiebel wurden beseitigt. Die gesamte reiche ornamentale Innenausmalung und die neogotische Ausstattung wurden bei den Baumaßnahmen endgültig zerstört. Die ursprüngliche Innenraumkonzeption wurde zugunsten einer Nutzung des geöffneten Rechteckchors als Altarraum aufgegeben. Noch vor Einweihung der wiederaufgebauten Kirche erfolgte im Jahr 1952 die Trennung von Malstatt und die Bildung einer selbständigen Kirchengemeinde Burbach. Architekt der Umgestaltung war Helmut Zieboldt in Heusweiler.
Von der durchgreifenden Umgestaltung verschont blieb der Haupteingang, an dem sich reichere Bauzier konzentriert. Das gestufte Säulenportal ist von einem kleinen Vorbau mit Giebel umgeben. Die Säulen weisen Knospenkapitelle auf. Das Tympanonfeld ist als Relief gestaltet: Auf einem als Goldmosaik anmutenden Grund entfaltet sich, umgeben von Lorbeerzweigen, eine Banderole mit der Bibelinschrift „Herr, ich habe lieb die Stätte deines Hauses und den Ort, wo deine Ehre wohnt“.(Ps 26,8 ). Darüber erhebt sich ein Kleeblattkreuz und ein Brunnen mit mittiger Fontäne und fünf Ausgüssen. Der äußere Rundstab des Portalbogens ist ornamental mit gekreuzten Bändern und Blüten verziert. Über dem Typanon erscheint ein Kleeblattbogenfenster. Die Giebelspitze des Portals sird von einer dreiblättrig reliefierten Blüte ausgefüllt. Eine Kreuzblume bekrönt das Portal.
Die Westfassade wird analog zur Ostwand des Chors durch Gesimse in zwei große Flächenabschnitte unterteilt. Im unteren Bereich öffnen sich drei Rundbogenfenster, die ursprünglich die Empore bzw. den hinteren Altarraum erhellten. Darüber tritt der mittlere Fassadenteil hinter breiten Ecklisenen zurück. Das große Rundfenster der Westfassade wird durch ein breites Schräggewände eingefasst. Säulen nehmen den Überfangbogen auf. Gesimse verkröpfen sich um Lisenen, Wandflächen und Kämpferzone und tragen so zu einer starken Einbindung des Rundfensters in die Wandstruktur bei.
Namensgebung
Im Jahr 1963 erhielt die Burbacher evangelische Kirche ihren heutigen Namen „Matthäuskirche“, da im Burbacher Ortsteil Füllengarten eine zweite evangelische Kirche gebaut wurde und diese sich nun namentlich unterscheiden mussten.

## Innenausstattung nach dem Zweiten Weltkrieg
Der Glasmaler Hans Gottfried von Stockhausen gestaltete in den Jahren von 1953 bis 1956 die Farbverglasungen mit Szenen aus dem Neuen Testament. Die Lampen an den Seitenwänden zeigen die Namen der Reformatoren Luther, Melanchthon, Calvin und Zwingli. An der Rückwand des Chors befindet sich ein Kreuz. Eine Gedenktafel für gefallene Gemeindemitglieder wurde nach dem Zweiten Weltkrieg neu an der westlichen Außenmauer aufgebaut.

### Orgel
Die erste Orgel der Matthäuskirche wurde 1898 durch Gustav Stumm aus Kirn geliefert und besaß 20 Register auf zwei Manualen und Pedal sowie vollpneumatische Kegelladen. Wie auf der überlieferten Zeichnung zu sehen ist, befand sich das Instrument auf einer Empore vorne hinter dem Altar. Da die Matthäuskirche im Zweiten Weltkrieg naheu vollständig zerstört wurde, ist davon auszugehen, dass dieses Instrument ebenfalls in diesem Zuge untergegangen ist.

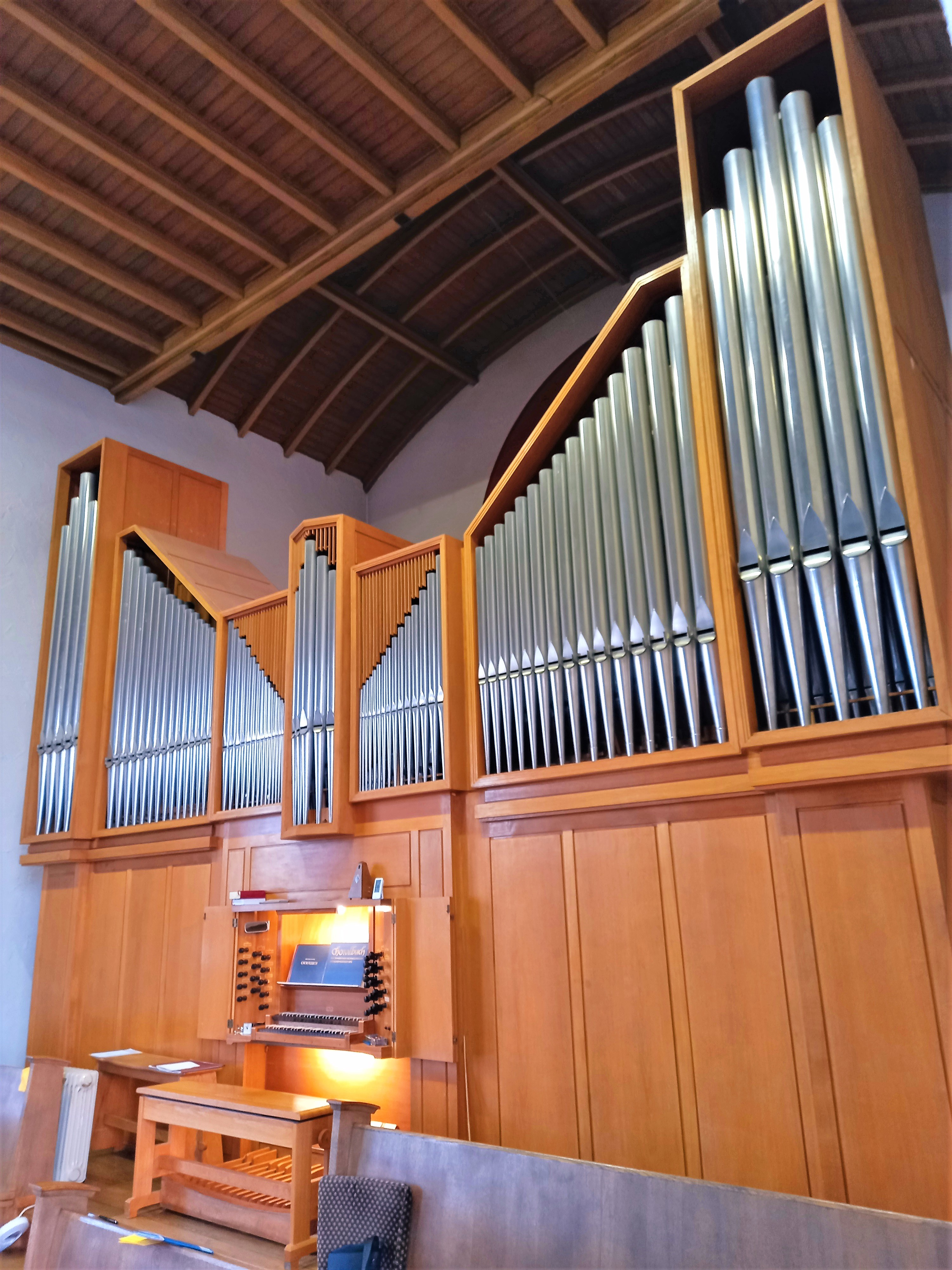
Heutige Ott-Orgel (1962)

Das heutige Instrument auf der rückseitigen Empore wurde 1962 durch die Orgelbaufirma Paul Ott aus Göttingen erbaut und besitzt 27 Register auf zwei Manualen und Pedal. Damit ist sie die größte von Ott gelieferte Orgel im Saarland und befindet sich zudem im Originalzustand. Das im Sinne des Neobarock konzipierte Instrument besitzt Schleifladen mit mechanischer Spiel- und Registertraktur. Die Disposition ist wie folgt:
| I Hauptwerk C–g3 |              |       |
| 1.               | Quintade     | 16′   |
| 2.               | Prinzipal    | 8′    |
| 3.               | Spillflöte   | 8′    |
| 4.               | Oktave       | 4′    |
| 5.               | Blockflöte   | 4′    |
| 6.               | Nasard       | 2 ⁄3′ |
| 7.               | Oktave       | 2′    |
| 8.               | Mixtur IV-VI |       |
| 9.               | Trompete     | 8′    |

| II Positiv C–g3 |                |       |
| 10.             | Holzflöte      | 8′    |
| 11.             | Metallgedackt  | 8′    |
| 12.             | Prinzipal      | 4′    |
| 13.             | Rohrflöte      | 4′    |
| 14.             | Waldflöte      | 2′    |
| 15.             | Quinte         | 1 ⁄3′ |
| 16.             | Sesquialter II |       |
| 17.             | Scharff III-IV |       |
| 18.             | Krummhorn      | 8′    |
|                 | Tremulant      |       |

| Pedal C–f1 |                |                 |
| 19.        | Subbass        | 16′             |
| 20.        | Prinzipal      | 8′              |
| 21.        | Pommer         | 8′              |
| 22.        | Oktave         | 4′              |
| 23.        | Rohrpfeife     | 2′              |
| 24.        | Bassaliquot II | 5 1⁄3′ + 3 1⁄5′ |
| 25.        | Mixtur IV      |                 |
| 26.        | Posaune        | 16′             |
| 27.        | Schalmei       | 4′              |

- Koppeln: II/I, I/P, II/P